# Boeotarcha divisa
Boeotarcha divisa là một loài bướm đêm trong họ Crambidae.